# Leonarda Antonowicz
Leonarda Maria Antonowicz (ur. 18 sierpnia 1946 w Kaliszu) – polska polityk, posłanka na Sejm PRL VIII kadencji.

## Życiorys
Uzyskała wykształcenie średnie zawodowe i tytuł zawodowy technika ekonomisty. Była mistrzem w Fabryce Wyrobów Ażurowych „Haft” w Kaliszu. Przystąpiła do Ligi Kobiet Polskich, była też sekretarzem w Towarzystwie Przyjaciół Dzieci. W latach 1980–1985 pełniła mandat posłanki na Sejm PRL VIII kadencji w okręgu Kalisz z ramienia Polskiej Zjednoczonej Partii Robotniczej, zasiadając w Komisji Prac Ustawodawczych, Komisji Przemysłu Lekkiego oraz w Komisji Przemysłu.